# Puisenval
Puisenval ist eine französische Gemeinde mit 31 Einwohnern (Stand: 1. Januar 2022) im Département Seine-Maritime in der Region Normandie. Sie gehört zum Arrondissement Dieppe, zum Kanton Neufchâtel-en-Bray und ist Teil des Kommunalverbands Londinières.

## Geographie
Puisenval ist ein Bauerndorf im Naturraum Pays de Bray. Es liegt 31 Kilometer südöstlich von Dieppe.
Die Pfarrkirche Saint-Nicolas stammt aus dem 11. Jahrhundert.

### Nachbargemeinden
|               | Grandcourt                  | Preuseville |
| Fresnoy-Folny | Kompass                     |             |
|               | Saint-Pierre-des-Jonquières | Smermesnil  |

## Bevölkerungsentwicklung
Die Bevölkerungsanzahl ist durch Volkszählungen seit 1793 bekannt. Die Einwohnerzahlen bis 2005 werden auf der Website der École des Hautes Études en Sciences Sociales veröffentlicht.
| Jahr | Bevölkerungsanzahl |
| ---- | ------------------ |
| 1962 | 54                 |
| 1968 | 63                 |
| 1975 | 47                 |
| 1982 | 38                 |
| 1990 | 35                 |
| 1999 | 23                 |
| 2006 | 26                 |
| 2015 | 27                 |